# Castlevania: Symphony of the Night
Castlevania: Symphony of the Night é um jogo de ação-aventura 2D desenvolvido e distribuído pela Konami em 1997. Ele é o 13º título da série Castlevania, sendo o primeiro a ser lançado para o console PlayStation e a sequência cronológica de Castlevania: Rondo of Blood.
Symphony of the Night foi uma obra importante para a série Castlevania, recebendo ampla aclamação crítica e posteriormente aparecendo em listas de melhores jogos de todos os tempos de várias publicações. Ele levou a série a um novo patamar, diferente dos jogos de plataforma "estágio-por-estágio" dos títulos anteriores, introduzindo um novo estilo de jogabilidade com elementos de RPG, algo que foi simulado por muitos de seus sucessores. O desenvolvimento destas características pode ser atribuído ao diretor do jogo, Koji Igarashi, que também foi responsável por estabelecer o título como parte do cânon da série, em uma tentativa de entrelaçar vários fins de histórias na cronologia. Outros membros notáveis do time de produção incluem a designer de personagens Ayami Kojima e a compositora Michiru Yamane.
Em 1998, Symphony of the Night foi convertido para o Sega Saturn pela Konami Computer Entertainment Nagoya, sendo tal conversão lançada somente para o Japão. Em 2006, foi anunciado que uma conversão para o Xbox 360 da versão do PlayStation seria distribuída via Xbox Live Arcade. Uma versão idêntica à do PlayStation foi lançada em 19 de julho de 2007 através da PlayStation Network, compatível com o PlayStation 3 e o PlayStation Portable. Ainda em 2007, a Konami anunciou que uma conversão seria incluída em Castlevania: The Dracula X Chronicles para o PSP. Uma versão contendo Symphony of the Night em conjunto com Rondo of Blood foi lançada para o PlayStation 4 em 26 de outubro de 2018. Em março de 2020, o jogo foi disponibilizado nas plataformas Android e iOS.

## Jogabilidade
Symphony of the Night apresenta jogabilidade de rolagem lateral. O objetivo é explorar o castelo de Dracula para derrotar uma entidade que está controlando Richter Belmont, que se auto-proclamou lorde do castelo e herói dos eventos que aconteceram em Rondo of Blood. A entidade só pode ser vista ao utilizar um item específico, os Holy Glasses, e derrotá-la com este item revela uma parte secreta do jogo, conhecida popularmente como o Castelo Invertido.
O jogo é não linear, mas a maior parte do castelo está inacessível até que vários itens e habilidades sejam coletados, incluindo a capacidade de se transformar em morcego, lobo, ou névoa. Conforme o jogador explora o castelo, o mapa é atualizado para mostrar seu progresso.
Enquanto os personagens de títulos anteriores geralmente utilizavam um chicote, neste jogo o jogador pode encontrar e usar vários tipos de armas, possuindo um inventário e outros elementos de RPG. Derrotar monstros faz com que Alucard ganhe pontos de experiência, podendo subir de nível após alcançar certos valores, melhorando seus atributos no processo. Alucard pode utilizar oito magias diferentes, que requerem que o jogador aperte combinações específicas de botões no controle.
Modos de jogo alternativos podem ser destravados após completar o jogo. Inserir "Richter Belmont" como nome de usuário libera o modo onde o protagonista se torna Richter, que usa o chicote Vampire Killer como sua arma principal. Em algumas versões do jogo, Maria Renard também pode ser controlada, com diferentes habilidades de acordo com a versão.

## Enredo
Symphony of the Night inicia durante o final de Rondo of Blood, onde Richter Belmont confronta e derrota o Conde Dracula. Quatro anos depois, em 1796, Richter some e o castelo de Dracula reaparece. Alucard chega ao castelo para destruí-lo, encontrando-se com Maria Renard, que lutou ao lado de Richter e está em sua procura. Alucard encontra Richter, que afirma ser o novo lorde do castelo. Convencido que Richter está sob controle de alguma outra entidade, Maria pede que Alucard não o machuque, entregando-lhe os Holy Glasses, que permitem que ele veja a verdade por trás das ilusões. Alucard confronta Richter e descobre que ele planeja ressuscitar Dracula para que ambos possam lutar pela eternidade. Durante a luta, Alucard quebra o feitiço que controla Richter, e o servo de Dracula, Shaft, aparece e afirma que Dracula será ressuscitado em pouco tempo.
Alucard deixa Richter e Maria para confrontar Shaft, aventurando-se pelo Castelo Invertido em sua procura. Shaft revela que planejou acabar com a ameaça do clã Belmont ao controlar um deles e forçá-los a lutar entre si. Após derrotar Shaft, Alucard enfrenta seu pai, que jura acabar com a humanidade porque sua esposa, Lisa, foi executada como uma bruxa. Alucard recusa ajudar seu pai em sua busca por vingança, e o derrota. Alucard diz que Dracula foi derrotado múltiplas vezes por ter perdido sua habilidade de amar após a perda de Lisa, e que as últimas palavras de sua mãe foram uma declaração de seu amor eterno, e uma súplica para que não tenha ódio e não cause mal à humanidade. Antes de morrer, Dracula pede perdão à Lisa, e despede-se de seu filho.
Ao escapar do castelo em colapso, Alucard encontra-se com Maria e Richter. Maria demonstra alívio por ele ter escapado, enquanto Richter se culpa por ter causado a luta de Alucard com seu próprio pai. Alucard diz a Richter que "tudo que é preciso para o triunfo do mal é que os bons homens não façam nada", e desaparece do mundo devido à sua linhagem de sangue amaldiçoada.

## Desenvolvimento
Em 1994, o desenvolvimento de um novo jogo Castlevania foi iniciado, com intenção de lançamento para o Sega 32X, retroativamente conhecido pelo título The Bloodletting, que chegou a possuir um protótipo mas, devido à falha comercial do 32X, foi cancelado e os esforços foram focados no desenvolvimento para PlayStation, com o projeto recebendo algumas modificações e se tornando Symphony of the Night.
O jogo foi dirigido e produzido por Toru Hagihara, que havia dirigido o antecessor, Rondo of Blood. Igarashi teve influência criativa e esteve envolvido com o enredo e a programação. Durante o período de produção, Hagihara foi promovido à chefe da divisão, pedindo a Igarashi que terminasse o jogo como diretor assistente. De acordo com Igarashi, o desenvolvimento iniciou como "algo que deveria ser uma história paralela da série, e fomos capazes de quebrar várias convenções de Castlevania e introduzir vários novos elementos que usamos até hoje". Sua principal motivação para as mudanças abruptas de design foi ter visto várias edições de Castlevania em promoções nas lojas de jogos japonesas, visto que os jogos lineares da série ofereciam baixa rejogabilidade após serem completados. Um fã de jogos 2D, Igarashi foi instrumental no refinamento do esquema de controles do jogo, além de ter estabelecido o título como parte cânone da série, em uma tentativa de entrelaçar vários fins de histórias na cronologia.
Igarashi achava que jogos de ação eram muito curtos, e queria criar um jogo que "pudesse ser aproveitado por um longo tempo". Consequentemente, o time de desenvolvimento abandonou a progressão por fases em troca de um castelo aberto que o jogador poderia explorar livremente, se inspirando na série Legend of Zelda, que utilizava muita exploração e back-tracking para estender o conteúdo do jogo. Outra ideia baseada na série Zelda foi tornar a maior parte do castelo inicialmente inacessível aos jogadores. O jogador deveria gradualmente obter itens e habilidades que permitiriam o avanço na exploração do castelo, com a ideia principal sendo recompensar exploração ao mesmo tempo que retendo a ação hack and slash dos jogos anteriores. Igarashi utilizou a reação dos críticos sobre Castlevania II: Simon's Quest, que teve foco em exploração, para apresentar a ideia de Symphony of the Night à Konami.
Mecânicas de RPG foram adicionadas porque Igarashi achava que os Castlevanias anteriores eram muito difíceis para o jogador comum. Para melhorar isso, o time implementou um sistema de níveis de experiência, que recompensava os jogadores com melhorias nos atributos de ataque e defesa ao combater mais inimigos. Este sistema, em combinação com uma variedade de itens, armaduras, armas, e magias, permitiu que a exploração fosse mais fácil para jogadores menos habilidosos.
O PlayStation não possuía hardware para rolagem lateral, o que levou os desenvolvedores a usar os mesmos métodos para apresentação dos sprites e o plano de fundo. Ocasionalmente, as capacidades 3D do PlayStation foram utilizadas, com o jogo apresentando cinemáticas de abertura e finalização, criadas por um grupo diferente da Konami. Igarashi e o time de desenvolvimento ficaram desapontados com a qualidade das cinemáticas.

### Castelo
Symphony of the Night utilizou castelos reais como base para os seus castelos, com o Castelo de Neuschwanstein, na Alemanha, sendo o modelo usado dentro do jogo, enquanto a Abadia do Monte Saint-Michel, na França, sendo o modelo para a arte de uma versão da capa.
O Castelo Invertido foi criado por Koji Igarashi, de maneira a permitir adicionar mais conteúdo ao jogo de uma maneira que não fosse necessário gerar muito mais trabalho para a equipe. O mapa em Symphony of the Night foi desenhado de maneira a funcionar em ambas as orientações, normal e invertido verticalmente.
Esta versão do castelo está escondida até que Alucard derrote Shaft usando um par de óculos sagrados, com o jogo acabando abruptamente se o jogador derrotar Richter Belmont, que está possuído por Shaft, sem equipá-los. Caso o jogador derrote o verdadeiro Shaft, o Castelo Invertido é revelado, com o mesmo design do original, porém de cabeça para baixo, e tratado como um mapa separado. Ele possui diversos novos inimigos e itens, e Alucard deve recuperar diversas relíquias de Dracula para poder combatê-lo.

### Lançamentos
Em 1998, Symphony of the Night foi convertido para Sega Saturn num lançamento exclusivo para o Japão. Nessa versão, é possível jogar com Maria Renard e Richter Belmont desde o início do jogo. Alucard pode usar alguns itens exclusivos, como Alucard Boots, item que permite que ele corra rápido. Um chefe novo, Skeleton King, foi adicionado ao castelo, bem como duas novas áreas: Cursed Prison e Underground Garden. O jogo também contém remixes de músicas de jogos anteriores da série Castlevania.
Em 2006, uma conversão para o Xbox 360 foi anunciada para ser distribuída via Xbox Live Arcade. A conversão foi feita pela Backbone Entertainment.[carece de fontes?] Symphony of the Night foi o primeiro título na Xbox Live Arcade a exceder a restrição de tamanho máximo de 50 MB para jogos de arcade. Essa exceção para Symphony of the Night foi feita para  "ter certeza de que a experiência da jogabilidade esteja o quão melhor possível".Symphony of the Night para Xbox Live Arcade foi lançado em 21 de março de 2007.
Em 19 de julho de 2007, foi lançada uma versão para PlayStation Portable. Em 23 de outubro do mesmo ano, uma versão de Castlevania: The Dracula X Chronicles foi lançada contendo o Symphony of the Night como conteúdo destravável, em uma versão com roteiro retratuzido, redublado, e com conteúdo extra.
Em 26 de outubro de 2018, foi lançada uma versão contendo Symphony of the Night em conjunto com Rondo of Blood para o PlayStation 4, apresentando gráficos atualizados para resolução 4K, fundos em alta resolução, e diferentes opções de renderização.
Em março de 2020, sem anúncios prévios, uma versão do jogo baseada na do PlayStation 4 foi publicada para Android e iOS. A Konami afirmou que a data da publicação foi alinhada para celebrar o lançamento da terceira temporada da série animada da Netflix.

## Trilha sonora
A música em Symphony of the Night foi recebida com louvor pelos fãs e com críticas extremamente positivas. Ela foi composta por Michiru Yamane, com o vocal na música de encerramento, I Am The Wind, sendo realizada por Cynthia Harrell. Em março de 2020, junto com o lançamento para dispositivos móveis, a Konami publicou a trilha sonora no Spotify.
| Castlevania: Symphony of the Night |                             |         |  |
| N.º                                | Título                      | Duração |  |
| 1.                                 | "Transformation No. 1"      | 1:04    |  |
| 2.                                 | "Prologue"                  | 1:28    |  |
| 3.                                 | "Illusionary Dance"         | 1:20    |  |
| 4.                                 | "Symphony of the Night"     | 1:45    |  |
| 5.                                 | "Prayer"                    | 0:59    |  |
| 6.                                 | "Dracula's Castle"          | 1:53    |  |
| 7.                                 | "Golden Dance"              | 1:53    |  |
| 8.                                 | "Marble Gallery"            | 1:24    |  |
| 9.                                 | "Tower of Mist"             | 2:48    |  |
| 10.                                | "Nocturne [Lyrics]"         | 2:21    |  |
| 11.                                | "Wood Carving Partita"      | 2:44    |  |
| 12.                                | "Gate of Spirits"           | 1:29    |  |
| 13.                                | "Our Festival"              | 1:51    |  |
| 14.                                | "Resting Place"             | 0:18    |  |
| 15.                                | "Requiem of the Gods"       | 2:10    |  |
| 16.                                | "Crystal Drops"             | 2:03    |  |
| 17.                                | "Path of the Departed"      | 2:14    |  |
| 18.                                | "Rainbow Cemetery"          | 2:47    |  |
| 19.                                | "Stillness"                 | 0:20    |  |
| 20.                                | "Lost Painting"             | 1:41    |  |
| 21.                                | "Pearl Dance Song"          | 2:31    |  |
| 22.                                | "Cursed Holy Castle"        | 1:16    |  |
| 23.                                | "Evil Banquet"              | 2:09    |  |
| 24.                                | "Awakened Soul"             | 2:52    |  |
| 25.                                | "Young Nobleman of Sadness" | 4:05    |  |
| 26.                                | "Door to the Abyss"         | 1:47    |  |
| 27.                                | "Door to the Heavens"       | 1:51    |  |
| 28.                                | "The Ballad of Death"       | 1:42    |  |
| 29.                                | "Strange Bloodline"         | 1:34    |  |
| 30.                                | "Transformation No. 2"      | 0:38    |  |
| 31.                                | "The Final Toccata"         | 5:12    |  |
| 32.                                | "Black Feast"               | 2:54    |  |
| 33.                                | "Transformation No. 3"      | 0:48    |  |
| 34.                                | "I Am the Wind [Lyrics]"    | 4:38    |  |
| Duração total:                     | Duração total:              | 68:29   |  |

## Recepção
Castlevania: Symphony of the Night recebeu ampla aclamação crítica após seu lançamento. Críticos elogiaram o gigantesco mapa, a liberdade de sua exploração, e a quantidade de segredos para se descobrir, além da integração dos elementos de RPG sem comprometer a jogabilidade básica da série. Múltiplos críticos também mencionaram o design engenhoso dos inimigos e as várias reviravoltas na trama. GameSpot o chamou de "facilmente um dos melhores jogos já lançados, e um verdadeiro testamento ao fato dos jogos 2D ainda não estarem nem perto de morrer". Computer and Video Games comentou que "esse pode ser um jogo no estilo antigo, mas parece ser a coisa mais nova do ano". Next Generation afirmou que ele "tem todas as características de um clássico", e o chamou de "espetacular" para um jogo de rolagem lateral de plataforma 2D na era de jogos 32 e 64 bits. GamePro o avaliou com nota perfeita, 5/5 em todas as quatro categorias (gráficos, áudio, controles, e fator de diversão), chamando-o de "um dos melhores jogos do ano".
Apesar do consenso popular da época de que o estilo 2D estava fora de moda, críticos também elogiaram bastante os gráficos do jogo pela sua animação fluida, efeitos impressionantes, e evocação de atmosfera. John Ricciardi, da Electronic Gaming Monthly, escreveu que "tudo é animado com uma maravilhosa atenção aos detalhes, e os efeitos especiais usados através do jogo provêem uma atmosfera que simplesmente pede para ser experienciada". Entretanto, houve algumas reclamações sobre o uso do 2D. Entertainment Weekly afirmou que os visuais estavam datados, quando comparados com Nightmare Creatures que possuía ambientes 3D. A IGN comentou que "os gráficos são inicialmente similares às versões do SNES ou Genesis, a animação dos personagens não é particularmente fluida, e o uso de 3D é limitado a alguns efeitos de fundo e alguns efeitos especiais estranhos". Alguns críticos reclamaram da dublagem, apesar da GameSpot ter elogiado. A trilha sonora foi recebida com praticamente aprovação unânime, com a IGN descrevendo-a como "as vezes deslumbrante, as vezes estimulante, mas sempre fazendo o que a trilha sonora deve fazer: melhorando a ação".
O jogo continuou a receber aclamação crítica, e apareceu em várias listas de "melhores jogos". No ano de lançamento, foi colocado na 12ª posição de melhor jogo de console de todos os tempos pela Electronic Gaming Monthly, que afirmou que "ele não apenas é o melhor jogo 2D do PlayStation, ele é um dos melhores, ponto final". Ele apareceu na lista The Greatest Games of All Time da GameSpot. Foi colocado na 16ª posição na lista Top 100 Games of All Time da IGN, e 24ª posição na lista Top 200 Video Games Ever da Game Informer, tendo estado na 18ª posição em uma edição da lista de 2001. GameZone o escolheu como o melhor Castlevania já produzido. GamePro listou a descoberta do castelo invertido como o 26ª maior momento da história dos jogos. GamesRadar o nomeou como o segundo melhor jogo do PlayStation de todos os tempos, atrás de Metal Gear Solid. Edge o colocou na 35ª posição na sua lista de The 100 Best Games to Play Today, afirmando que "quando você chega ao momento que o castelo vira de cabeça para baixo, você sabe que é o trabalho de um gênio".
Castlevania: Symphony of the Night recebeu o prêmio de PlayStation Game of the year pela Electronic Gaming Monthly, e Best Sequel pela Video Game Buyer's Guide. Foi nomeado para Console Adventure Game of the Year pela AIAS em sua Interactive Achievement Awards (atualmente conhecido como D.I.C.E. Awards).
A jogabilidade de Castlevania: Symphony of the Night e seus sucessores 2D é comparada na imprensa dos jogos com a série Metroid, com ambos Symphony of the Night e Super Metroid sendo vistos como pioneiros no gênero, levando à popularização do termo "metroidvania" (uma junção de Metroid e Castlevania), usado para descrever jogos que compartilham alguns de seus elementos.

### Castelo invertido
O Castelo Invertido é reconhecido como um famoso segredo dos jogos eletrônicos. O desenvolvedor Jonathan Blow discutiu sobre como este foi um segredo "divertido" e que "todo mundo ficou animado ao descobrir". A equipe da GamePro listou a sua descoberta como um dos maiores momentos dos jogos, enquanto a Edge o citou como uma das principais razões para considerar o jogo "um trabalho de gênio". A IGN o chamou de "um triunfo em design de fases", e afirmou que ele "derreteu a mente dos jogadores" ao descobri-lo, considerando-o uma das maiores fases secretas dos jogos, e listando-o como um dos momentos mais memoráveis dos jogos eletrônicos. The Escapist concordou com a sua significância para a popularidade de Symphony of the Night, chamando-o de "uma característica verdadeiramente memorável" e "simplesmente tão bonito quanto o castelo original".
Leon Miller, da Screen Rant, achou que o Castelo Invertido não foi satisfatório, criticando sua similaridade ao castelo original. Jeremy Parish, da USgamer, o comparou com o mundo sombrio de The Legend of Zelda: A Link to the Past, uma versão "modificada" do mundo principal do jogo, afirmando que achava que o jogo não foi desenhado com o Castelo Invertido em mente, reclamando que era necessário se transformar constantemente para alcançar certos pontos. Parish também citou que o nível de dificuldade da área foi alcançado através de maneiras irritantes. Um colega da USgamer, Mike Williams, concordou com as críticas de Parish, achando interessante ver o castelo de cabeça para baixo, mas percebendo um fluxo fraco do jogo, que parecia apenas repetitivo, chamando-o de "o pior aspecto de um jogo excelente".